# Xanthe Scopulus
Xanthe Scopulus és una formació geològica de tipus scopulus a la superfície de Mart, localitzada amb el sistema de coordenades planetocèntriques a 19.77 latitud N i 307.78 ° longitud E, que fa 59.48 km de diàmetre. El nom va ser aprovat per la UAI l'any 1988 i fa referència a una característica d'albedo.